# スコット・バンデューラ
スコット・レオナルド・バンデューラ（Scott Leonard Bandura、2001年8月2日 - ）は、ペンシルベニア州フィラデルフィア出身のプロ野球選手（外野手）。右投左打。MLBのサンフランシスコ・ジャイアンツ傘下所属。

## 経歴
2023年のMLBドラフト7巡目(全体210位)でサンフランシスコ・ジャイアンツから指名された。